# Jazz (Bergendy-album)
A Jazz a Bergendy-együttes 1976-ban megjelent nagylemeze, melyet a Pepita adott ki. Katalógusszáma: SLPX 17514. Az album felvételeit a Magyar Rádió készítette. 

## Az album dalai

### A oldal
1. Motetták [szerző: Bergendy István]
2. A helyes irány 5/4 [szerző: Tóth János Rudolf]

### B oldal
1. Reciprok akkordok [szerző: Hajdú Sándor]
2. Függőleges motívumok öt tételben [szerző: Hajdú Sándor]

## Közreműködők
- A Bergendy-együttes:
  - Bergendy István
  - Bergendy Péter
  - Debreczeni Csaba
  - Demjén Ferenc
  - Hajdu Sándor
  - Oroszlán György
  - Tóth János Rudolf
- Sipos Endre – trombita
- Friedrich Károly – pozaun

- Zenei rendező: Kiss Imre
- Hangmérnök: Bányai Jenő
- Fotó: Horváth Péter (MTI), Diner Tamás
- Grafika: Flohr János